# توم لوبيز
توم لوبيز (بالإنجليزية: Tom Lopez)‏ هو ملحن أمريكي، ولد في 1965 في أوستن في الولايات المتحدة.

## وصلات خارجية
- توم لوبيز على موقع ميوزك برينز (الإنجليزية)